# Rock celta
El rock celta es un subgénero musical del rock, del folk y de la música celta originado en la década de 1960 en Reino Unido e Irlanda. 
El rock celta tiene sus orígenes en la música celta y el celtic fusión con la fusión del propio rock y que ganó popularidad en Escocia, el conjunto del Reino Unido y en Irlanda. También por los grupos y músicos del folk rock el subgénero también tuvo una popularidad intermedia.
La mayoría de los artistas originados se debe a un movimiento social llamado: panceltismo, aunque no necesariamente todos los grupos musicales y músicos tienen su origen en este movimiento. La mayoría de los artistas de este subgénero están en la actualidad en un estatus de culto.[cita requerida]

## Algunos artistas de la escena del subgénero
- Big Country
- Celtas Cortos
- L'Héritage des Celtes
- Horslips
- Levellers
- Merzhin
- Mudmen
- Scythian
- The Corrs
- The Proclaimers